# Attone II
Attone II, in tedesco Hatto II, (... – 18 gennaio 970) è stato un abate e arcivescovo tedesco.

## Biografia
Egli era abate di Fulda quando l'imperatore Ottone I lo insediò sulla cattedra della diocesi di Magonza poiché egli, al contrario del suo predecessore Guglielmo di Magonza, figlio dello stesso Ottone, era fautore della istituzione della Diocesi di Magdeburgo. Nell'ottobre del 968 egli approvò nel Sinodo di Ravenna l'assoggettamento delle diocesi di Brandeburgo, Havelberg, Meißen, Merseburgo e Zeitz a quella di Magdeburgo ed aprì così la possibilità di un'organizzazione propria della Chiesa ad est dei fiumi Elba e Saale.
Dopo riuscì a riunire nuovamente la dignità dell'arcicancellierato con quella della cattedra di Magonza.

## Leggenda
Secondo una leggenda riportata anche nelle Deutsche Sagen dei fratelli Grimm su fonti medievali, egli avrebbe fatto erigere nel X secolo la Torre dei topi di Bingen (Binger Mäuseturm). Allora lo spietato vescovo, mentre il suo territorio soffriva di carestia, avrebbe impedito il soccorso al popolo affamato nonostante i suoi granai fossero stracolmi.  Quando i poveri tornarono a chiedere il suo aiuto, egli li avrebbe fatti richiudere in un fienile, cui avrebbe fatto dar fuoco dai suoi scherani. Avrebbe poi commentato ironicamente le grida dei morenti con le parole «Sentite come squittiscono i topi del granaio?». Il quel momento, secondo la leggenda, sarebbero spuntate da tutti gli angoli migliaia di topi, formicolanti sulla tavola e nelle camere del vescovo.
La massa di roditori mise in fuga i servi e costrinse Attone a fuggire. Con un'imbarcazione raggiunse un'isola del Reno dove c'era una torre e vi si rinchiuse dentro credendosi al sicuro, ma i topi, rosicchiato il pesante portone, lo divorarono vivo, di qui il nome della torre. Questa leggenda si diffuse ampiamente, ma dal XIX secolo la vicenda venne attribuita ad Attone I. Ai tempi del romanticismo renano la torre ispirò, grazie a questa triste leggenda, numerosi scrittori fra i quali Clemens Brentano, Victor Hugo e Ferdinand Freiligrath.